# Station Bricquebec
Station Bricquebec is een voormalig treinstation gelegen in de toepasselijk genaamde wijk La Gare nabij het centrum van Bricquebec in het departement Manche in de Franse regio Normandië. Het station ligt aan de lijn van Coutances naar Sottevast.

## Ligging
Het station ligt op 35 meter boven de zeespiegel op kilometerpunt (PK) 65,022 van de lijn van Coutances naar Sottevast, tussen de stations Néhou en Rocheville.

## Geschiedenis
Het in 1884 geopende station kende een zekere populariteit in het begin van de 20ste eeuw; in 1910 werd het perron nog verlengd, maar met ontsnapte ook niet aan de teloorgang van het spoornet in de uithoeken van Frankrijk: het station sloot in 1970 voor reizigersvervoer en in 1988 voor het goederenverkeer.